# سیستم پویای خطی
سیستم پویای خطی یک سیستم پویا است که توابع تبدیل آن خطی است. اگرچه سیستم‌های پویای خطی در حالت کلی جواب تحلیلی ندارند، اما قابل حل هستند و ویژگی‌های ریاضی زیادی دارند. سیستم‌های پویای خطی برای تخمین سیستم‌های پویای غیرخطی حول نقطهٔ تعادلشان نیز می‌توانند به کار روند.
در یک سیستم پویای خطی، تغییرات یک بردار حالت {\displaystyle \mathbf {x} } (دارای {\displaystyle N} بعد) برابر است با یک ماتریس ثابت {\displaystyle \mathbf {A} } ضربدر {\displaystyle \mathbf {x} }. در حالت پیوسته داریم:
{\displaystyle {\frac {d}{dt}}\mathbf {x} (t)=\mathbf {A} \cdot \mathbf {x} (t)}
و در حالت گسسته داریم:
{\displaystyle \mathbf {x} _{m+1}=\mathbf {A} \cdot \mathbf {x} _{m}}